# Antoine Tzapoff
Antoine Tzapoff est un peintre français né en 1945. De tradition classique, il s'illustre notamment  par ses peintures rendant hommage aux peuples amérindiens d'Amérique du Nord et du Mexique, qu'il popularise à l'occasion d'expositions artistiques et muséales en France et à l'étranger. 

## Biographie
Antoine Tzapoff est né à Paris le 14 mai 1945, d'un père émigré russe et d'une mère française. Au sein de ce foyer modeste, les Indiens d'Amérique lui apparaissent comme source d'évasion : « Quand j'étais petit, je voyais les Indiens comme des êtres heureux, vivant baignés de soleil dans de beaux paysages, et libres; c'était un rêve éloigné de mon quotidien ». Ce rêve le pousse à se documenter sur leur culture. « Comme tout le monde, je m'y suis intéressé pendant mon enfance. Puis le jeu s'est transformé en passion. »
Il effectue 3 ans d'études à l’École des Arts Appliqués, puis  rejoint en 1964 l'atelier de Victor Vasarely avec qui il collabore pendant 12 ans. Après la mort de son père, il décide de peindre les Indiens d'Amérique, les représentant de manière à la fois fidèle anthropologiquement et idéalisée dans la pose.
Il séjourne à plusieurs reprises en Amérique du Nord, sur les traces des peuples autochtones en Alaska, au Canada, dans les plaines et le sud ouest des États-Unis. Par ses expériences de voyage, ses lectures historiques et ethnographiques, l'étude des objets anciens dans les musées ou dans sa propre collection, il acquiert une connaissance approfondie de ces cultures, qui séduit Larry Frank, important marchand-collectionneur américain  du Nouveau Mexique, avec une première exposition en 1977 à Santa Fe. Antoine Tzapoff expose ensuite à Paris en 1978. L'écrivain Yves Berger salue alors « l'art d'un visionnaire doublé d'un ethnologue. Nous venons de découvrir, 100 après sa mort, le George Catlin des nouveaux Indiens », du nom du grand peintre américain (1796-1872) qui avait immortalisé les Indiens du milieu du 19ième siècle.
Il expose ensuite à Santa Fe, New York, Paris, en Espagne, et avec un succès  particulier au Mexique. Avec l'appui de l'actrice María Félix (1914-2002), star du cinéma latino-américain, il organise des expositions en hommage aux peuples autochtones. Celle du Palais des Minéraux à Mexico (1990), forte de 130 000 visiteurs, détient le record des fréquentations pour une exposition artistique au Mexique. Ses tableaux riches en couleur révèlent la beauté méconnue des tribus représentées (Huichol, Tarahumaras, Kickapous, etc.), suscitant un regain d'intérêt pour ces populations dont la défense est chère à Maria Felix.
Antoine Tzapoff poursuit sa carrière de peintre en France tout en collaborant avec des musées. Son expertise touchant au savoir-faire matériel, à l'art, et aux traditions amérindiennes sont reconnues lors d'expositions consacrées à ces peuples grâce à des prêts de tableaux et d'objets anciens de sa collection personnelle, notamment au palais des Arts de  Dinard (On les appelait sauvages, 2009) et à La Rochelle lors du cycle que le Musée du Nouveau Monde consacre à leurs aires culturelles (Les fils de l'oiseau tonnerre, 2013; Les fils du soleil ,2014; Les fils du Grand Corbeau, 2016; Les fils de l'aigle, 2018). Ses tableaux sont notamment choisis pour illustrer la couverture des catalogues de ces expositions.
En 2021, l'exposition Peindre les Indiens, à Barbizon, consacrée à Antoine Tzapoff, Karl Bodmer et Rosa Bonheur met en lumière la parenté artistique de ces artistes et leur intérêt partagé  pour les Indiens d'Amérique,.

## Œuvre artistique
Les critiques ont noté la qualité d'exécution et la précision historique des peintures d'Antoine Tzapoff. Pour la revue Antiques & The Arts Weekly: « C'est un artiste doué dont les portraits élégants sont des œuvres d'art sophistiquées, et recherchées d'un point de vue ethnologique. Ses portraits frappent la mémoire. Il y a beaucoup d'artistes doués, mais peu qui impriment une vision. » Il peint avec fidélité les Indiens de différentes aires culturelles tels qu'ils pouvaient être à l'apogée de leurs cultures : Tlingit, Ioways, Apaches, Iroquois, etc. Le critique de Arts & Leisure note : « Ils sont tous fidèlement rendus avec une préciosité exquise et une technique étonnamment lisse, que l'on ne retrouve que chez les géants de la peinture néo-classique comme Ingres et David, pour ne citer que deux de ses prédécesseurs et influenceurs. C'est un nouveau sommet dans l'hyper réalisme sans être photographique ».
Ses premiers tableaux se caractérisent par d'éclatantes couleurs primaires, avec des sujets magnifiés dans la force de l'âge, entourés d'une nature inviolée, où les détails des costumes, des décorations, des objets, sont ethnographiquement justes bien que créés par son imagination et sa mémoire , et exceptionnellement copiés à partir d'objets réels. Chaque personnage est alors volontairement idéalisé pour en faire l'ambassadeur de sa culture.
Dans les œuvres plus récentes, la palette se fait plus crépusculaire, tandis que le peintre s'attache à exprimer les sentiments et les émotions de ses sujets, notamment leur inquiétude alors que leur monde disparait. Cette évolution reflète aussi celle des sentiments de l'artiste qui,  ayant pris une certaine distance par rapport aux Indiens de sa jeunesse et leurs valeurs guerrières, se définit comme un humaniste empreint de spiritualité cherchant à représenter la transcendance.
Outre les Indiens, Antoine Tzapoff explore d'autres identités et traditions (scythe, grecque, romaine, maori, russe...), avec selon l'anthropologue de l'art Geneviève J. Chevallier : « cette facture classique dans le détail des drapés, des armures, ou des bijoux.. toujours avec cette expression d'inquiétude et de détermination sur les visages: une sorte de signature ».
Entre 1981 et 2000, Antoine Tzapoff  réalise chaque année un portrait de Maria Felix, icône du cinéma mexicain dont il reste proche jusqu'à la mort de cette dernière. Il joue un rôle central dans la décoration onirique et fantastique de sa demeure, la Casa de Tortugas, à Cuernavaca, l'ornant notamment  de 14 peintures, de vitraux, de sculptures.
Antoine Tzapoff déplore ce qu'il estime la vacuité de l'art dit contemporain, et son œuvre reflète son respect pour les grands maîtres et la peinture romantique exaltant le sujet. Selon François Curiel, ancien président de Christie's : « Les œuvres d'Antoine Tzapoff sont résolument modernes, elles mettent l'accent tant sur la personnalité que sur l'âme du sujet. La composition reste simple et narrative. Au delà de leur valeur esthétique, ses œuvres représentent l'indépendance, la fierté, et le patrimoine culturel, valeurs qui trouvent moins leur place dans le monde du 21ième siècle. La modernisation et la mondialisation ont souvent détruit et étouffé d'innombrables cultures. D'une certaine manière, ces vertus oubliées parviennent jusqu'à nous à travers son pinceau ».

## Principales expositions
- Dewey Kofron Gallery, Santa Fe, New Mexico, USA: janvier 1978-octobre 1980-octobre 1983
- Galerie Duperrier, rue des Beaux Arts, Paris, France: mai 1978-juin 1980-juin 1982
- Smith Gallery, Madison Avenue, New York, USA: mai 1984
- La Magia fascinante del indio americano, Instituto de Antropologia E Historia, Mexico, Mexique octobre 1984
- Cuando la danza se vuelve rito, los indios de Mexico,Palacio de Mineria, Mexico, Mexique, juin-juillet 1988; Museo  de Arte de Queretaro,  aout 1989; Casa de la cultura de San Luis Potosi, mars-avril 1990, centrocultural Tijuana, août 1990
- Maison de l'Amérique Latine, boulevard Saint Germain, Paris, France, mars-avril 1997
- Galerie Alain Blondel, rue Anbry Leboucher, Paris, France, juin-juillet 1992
- Salon de mars, Paris, 1991
- Cuando la danza se vuelve rito, Musée d'Histoire, Valence, Espagne, 1994
- Le Siac, Strasbourg, France 1995
- North American Indian portraits, Matthew Chase Gallery, Santa Fe, New Mexico, USA, août -septembre2001
- A la recherche d'un monde perdu, rétrospective Tzapoff, Musée du Nouveau Monde, La Rochelle, France, juillet 2016
- Peindre les Indiens, l'Art de Karl Bodmer, Rosa Bonheur, Antoine Tzapoff, Espace Marc Jacquet, Barbizon, France, septembre-octobre 2021

## Distinctions
- Citoyen d'honneur (visitante distinguado) , San Luis Potosi, capitale de l'état de San Luis Potosi, Mexique, 16 mars 1990
- Citoyen d'honneur (visitante distinguado) , Xalapa, capitale de l'état de Vera Cruz, Mexique, 21 mai 1992
- Citoyen d'honneur (visitante distinguado) , Puebla, capitale de l'état de Puebla, Mexique, 5 avril 1993
- oscar et médaille de la Mostra de Valencia, Espagne,1994

### Œuvres en collections publiques

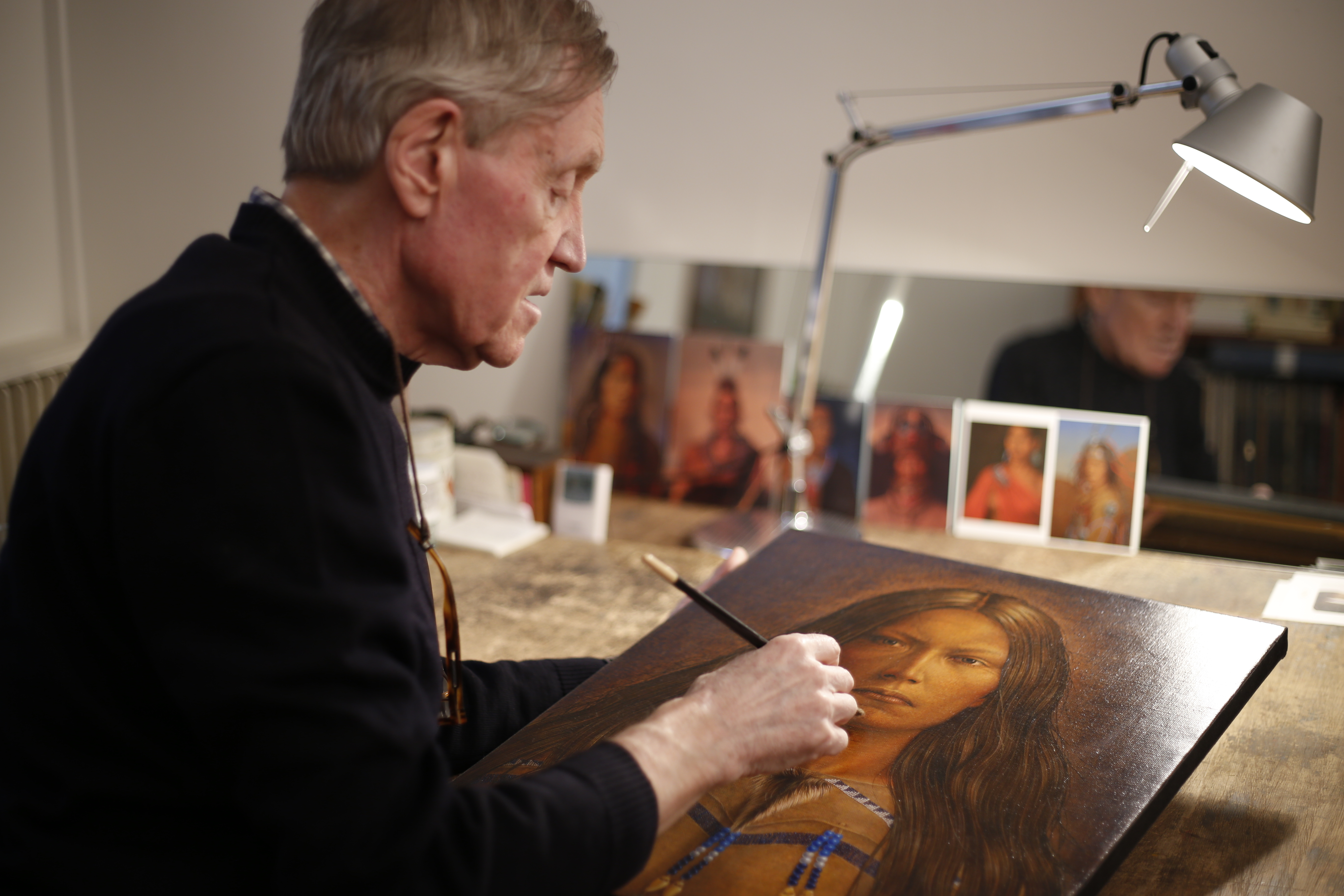
Antoine Tzapoff peignant; Paris, 2020